# Daniel Billiet
Daniel Billiet (Gent, 17 april 1950) is een Vlaams schrijver, dichter, scenarist en leraar.

## Biografie

### Geboorte en jeugd
Daniel Billiet [spreek uit als biel–jet] werd geboren in Gent op 17 april 1950. Later werd zijn vader hoofdboekhouder in Gent, zijn moeder is altijd huisvrouw gebleven.
Billiet was de vierde van zes kinderen. Hij had twee oudere zussen, één oudere broer en twee jongere. "Op een bepaald moment zaten we met de vier broers Billiet allen op dezelfde school: het Sint-Amandusinstituut in Gent, een school van de Broeders van de Christelijke Scholen. Maar ik heb niet geleefd op die school, mijn lichaam hing daar rond. Ik was ergens anders. In dromen, in boeken, in verhalen, in wensen en verwachtingen."
In zijn jeugdjaren was Billiet een heel goede sprinter. Bij de scholieren en cadetten scoorde hij hoog tijdens provinciale en nationale atletiekwedstrijden.

### Leerkracht en docent
Daniel Billiet begon zijn carrière als leraar Nederlands en Engels in het secundair onderwijs. Later is hij gestopt met lesgeven om nieuwe technieken te bedenken voor het brengen van poëzie in de klas. Ondertussen is hij voltijds schrijver, omdat "lesgeven zo tijdrovend is en er daar buiten nog een heel grote wereld naar mij ligt te lonken". Naast het schrijven, promoot hij al jaren geestdriftig het betere (jeugd)gedicht. Hij geeft lezingen over jeugdliteratuur, meer bepaald over jeugdpoëzie. Zijn ideeën omtrent het functioneren van poëzie op school oogsten veel bijval. Hij bezoekt zowel basisscholen als universiteiten om over poëzie te praten en vooral om het gedicht in het algemeen te promoten. Op zijn lezingen krijgt hij steeds veel gehoor. Ten slotte is Billiet ook nog docent creatief schrijven.

### Schrijver
Daniël Billiet heeft oorspronkelijk gedichten voor volwassenen geschreven. In 1974 verscheen zijn eerste poëziebundel: De rib van Magdalena. Pas later merkte hij dat er nauwelijks poëzie voor jongeren bestond. Daarom ging hij zich meer richten op het schrijven van jeugdpoëzie. Bananenschillen in jeans was zijn debuut in de jeugdliteratuur. Toch richten zijn gedichten zich tot iedereen.
Hij schreef ook een jeugdroman en een prentenboek, werkte mee aan poëziepagina’s in verschillende tijdschriften, organiseerde poëziemanifestaties en stelde bloemlezingen samen. Hij is een van de belangrijkste hedendaagse Nederlandstalige jeugddichters.

## Werk

### Karakterisering
De gedichten van Billiet is onder te brengen in twee grote categorieën. Enerzijds schrijft hij directe, ongekunstelde poëzie, anderzijds maakt hij meer complexe en zijdelingse gedichten. Jongeren houden vooral van de gedichten met meer openheid omdat ze niet zweverig zijn, maar to the point. Dit wil echter niet zeggen dat deze directe gedichten geen diepere betekenis hebben.
De onderwerpen zijn steeds realistisch: school, familie, knuffelen, verliefdheid, angst, eenzaamheid, onzekerheid en ook de dood. In zijn poëzie komen ook vaak gebeurtenissen uit de geschiedenis voor: de Holocaust, Christoffel Columbus, Ceauşescu, belangrijke gebeurtenissen uit de voetbalgeschiedenis …
Billiet begeeft zich soms op het sociale vlak. Hij besteedt veel aandacht aan thema’s zoals de derde wereld, ontwikkelingshulp, kinderrechten, oorlog en milieuvervuiling. Zijn nieuwsgierige aard komt tot uiting in zijn vele buitenlandse reizen naar landen als Nicaragua, Rwanda, Namibië en Zuid-Afrika. De ervaringen die hij daar heeft opgedaan, komen naar voren in werken zoals Wat de ogen niet horen.
De moeder-kindrelatie is een vaak terugkerend motief. Billiet beschrijft nooit een liefdevolle relatie. De moeder in de gedichten toont geen affectie, is gevoelloos ten opzichte van het kind en heel hard. Daarbij komt het droevige feit dat de moeder vroeg sterft. Deze gedichten laten daardoor een melancholische indruk na.
Zijn origineel taalgebruik geeft een eigen kijk op de werkelijkheid. Hij gebruikt ook zachte humor om de dingen te relativeren. In sommige gedichten kan hij echter hard en cynisch overkomen. Zo stelt hij in het gedicht 'Geschiedenisles' dat "iedereen kandidaat is voor de dood". Hij uit zich dan fatalistisch en defaitistisch.
Soms durft Billiet ook de weg van de ironie te bewandelen, bijvoorbeeld in Moenie worry nie. Hij presenteert ons hier niet enkel zijn Afrikaanse herinneringen, maar hij doet ons ook nadenken. Zo beschrijft hij in het gedicht Zuid-Afrika iemand die werk zoekt. De persoon heeft duidelijk honger en biedt zich aan om allerlei klusjes op te knappen. De ik-persoon vlucht weg. Een dag later zijn de ruiten van zijn auto ingeslagen. Toch rapporteert hij dit niet aan de politie, want "elke dag schaft onze huid scherven". Het is ironisch dat net die persoon die vroeg om hulp, later zijn auto vernielt. En ook in het feit dat de dichter laat doorschemeren dat dit uiteindelijk de fout is van het rijke Noorden.
Door zijn verschillende onderwerpen, zijn ritmische beeldende taal en zijn gevoel voor humor wordt Daniël Billiet in Vlaanderen gerekend tot een van de belangrijkste schrijvers van de nieuwe romantiek.
Motieven als weemoed, dood, liefde, de troost in de kunst en in de droom, verlangen naar het onbereikbare, verdriet, tederheid, de drang naar vrijheid en ongekende verten zijn kenmerkend voor deze stijl. Ook bij Billiet zijn deze motieven aanwezig. Andere nieuw-romantische auteurs zijn onder anderen Luuk Gruwez, Miriam Van Hee en Herman De Coninck.
Billiet maakt in zijn gedichten regelmatig gebruik van personificaties. Deze stijlfiguur geeft zijn gedichten een verrassend effect. De betekenis van de personificaties is niet altijd duidelijk. Hierdoor word je als lezer uitgedaagd om op zoek te gaan naar de bedoeling van de dichter. Een voorbeeld is te vinden in het gedicht 'Jarig'. Een dag wordt uit papier gewikkeld, een voetbal droomt, de slaap spant een strik met sterren en een feest houdt de wacht.
Billiet is een dichter die met taal speelt, de taal ontdekt en doet ontdekken. Hij neemt de lezer mee op een reis door het leven, tussen droom en daad.

### Prijzen
- 1979: Literaire prijs Stad Gent (poëzie)
- 1992: Prijs van de Kinder – en Jeugdjury Limburg in de categorie van 6 tot en met 8 jaar voor "De Steensnoepers".
- 1995: Prijs van 'Dichter bij jeugd' (Tielt)

- Digitale Bibliotheek voor de Nederlandse Letteren: bill001
- International Standard Name Identifier: 0000 0000 2381 5537
- Library of Congress Control Number: n83120903
- Nederlandse Thesaurus van Auteursnamen: 068369492
- Système universitaire de documentation: 165727608
- Virtual International Authority File: 77689024
- WorldCat: E39PBJgCHkmRBjtmGQdfHf4cyd